# Miguel Ángel Castillo Sanhueza
Miguel Ángel Castillo Sanhueza (Santiago, Chile, 25 de agosto de 1972) es un exfutbolista chileno. Jugaba de mediocampista y militó en diversos clubes de Chile, México y Bolivia. Actualmente se desempeña como entrenador de fútbol.

## Selección nacional
Como selccionado nacional de Chile disputó partidos eliminatorios para el Mundial de Corea-Japón 2002, jugando 1 partido ante Bolivia, que terminó con un resultado de 2-2.

### Participaciones en Clasificatorias a Copas del Mundo
| Eliminatorias                    | Resultado | Posición | Partidos Jugados |
| -------------------------------- | --------- | -------- | ---------------- |
| Eliminatorias Corea y Japón 2002 | Eliminado | 10º      | 1                |

### Partidos internacionales
| Partidos internacionales | Partidos internacionales | Partidos internacionales          | Partidos internacionales | Partidos internacionales | Partidos internacionales | Partidos internacionales | Partidos internacionales | Partidos internacionales | Partidos internacionales         |
| N.º                      | Fecha                    | Estadio                           | Local                    | Resultado                | Visitante                | Goles                    | Asistencias              | DT                       | Competición                      |
| ------------------------ | ------------------------ | --------------------------------- | ------------------------ | ------------------------ | ------------------------ | ------------------------ | ------------------------ | ------------------------ | -------------------------------- |
| 1                        | 14 de agosto de 2001     | Estadio Nacional, Santiago, Chile | Chile                    | 2-2                      | Bolivia                  |                          |                          | Pedro García             | Clasificatorias Corea-Japón 2002 |
| Total                    | Total                    | Total                             | Presencias               | 1                        | Goles                    | 0                        | 0                        |                          |                                  |

| Selección chilena | Selección chilena | Selección chilena |
| Año               | Partidos          | Goles             |
| ----------------- | ----------------- | ----------------- |
| 2001              | 1                 | 0                 |
| Total             | 1                 | 0                 |

## Clubes

### Como jugador
| Club               | País    | Año       |
| ------------------ | ------- | --------- |
| Palestino          | Chile   | 1991-1994 |
| Deportes Colchagua | Chile   | 1995      |
| Palestino          | Chile   | 1996-1999 |
| León               | México  | 2000      |
| Huachipato         | Chile   | 2000      |
| Palestino          | Chile   | 2001      |
| Unión San Felipe   | Chile   | 2002-2003 |
| Naval              | Chile   | 2004      |
| Deportes La Serena | Chile   | 2005      |
| Jorge Wilstermann  | Bolivia | 2006      |
| San Luis           | Chile   | 2007      |

### Como entrenador
| Club               | País  | Año       |
| ------------------ | ----- | --------- |
| San Bernardo Unido | Chile | 2015-2017 |